# Proposta Batllista
Proposta Batllista (castellà: Propuesta Batllista, abreujat ProBa) és una agrupació política uruguaiana pertanyent al Partit Colorado.
Va ser presentada el 18 de juliol de 2009. S'oposa al moviment interí del mateix partit, conegut com a Vamos Uruguay, liderat per Pedro Bordaberry. Amb l'aprovació de l'expresident Julio María Sanguinetti, ProBa es va presentar com una proposta electoral de cara a les eleccions parlamentàries d'octubre.
Durant els comicis van presentar una llista comuna al Senat liderada per José Gerardo Amorín Batlle i Tabaré Viera. Tots dos van resultar elegits al Senat. El sector va obtenir tres diputats: Óscar Magurno Souto per Montevideo, Gustavo Espinosa per Canelones, i Marne Osorio Lima per Rivera.